# Патуљасти кунић
Патуљасти кунић је назив за неколико варијетета домаћег европског кунића (Oryctolagus cuniculus domesticus). Патуљасти кунићи су много мањи од обичних кунића, али могу да се паре са обичнима, те се стога не сврставају као посебна врста. Узгајају се у кућама као кућни љубимци и не могу самостално да преживе у дивљини. Тешки су од 0,6 до 1,5 килограма, у зависности од пасмине.
Глава и очи су непропорционално велике у поређењу са малим телом, а уши су им ситне и смештене су високо на глави.
Хране се као и већина осталих домаћих кунића, највише једу луцеркино сено, житарице и понеко воће и поврће. За разлику од већине кунића, не смеју јести купус, јер им је систем за варење веома осетљив и може доћи до здравствених проблема, најчешће „надувавања“ и дијареје.
Користе се у Немачкој као терапија у старачким домовима и болницама и до сада је дало изузетне резултате. 
Постоји неколико пасмина патуљастих кунића, од којих су најпознатији кунић хермелин, патуљасти обојени кунић, патуљасти рекс кунић, патуљасти овнолики и патуљасти лисичасти кунић.